# 韦尔泰什瑟勒什
韦尔泰什瑟勒什，是匈牙利科马罗姆-埃斯泰尔戈姆州所辖的一个村。总面积17.13平方公里，总人口3116，人口密度181.9人/平方公里（2011年1月1日）。